# Тергуль
Тергуль (фр. Teurgoule) — традиционное блюдо Нормандии, напоминающее рисовый пудинг или запеканку. Альтернативные названия: teurt-goule, torgoule, bourre-goule и terrinée.

## Приготовление
Тергуль традиционно был популярен на деревенских праздниках в Нижней Нормандии и остаётся семейным блюдом. Готовится из риса, который залив горячим молоком с сахаром, корицей и (не обязательно) мускатным орехом, запекают в печи или духовке в глубокой керамической посуде (террине) 3-5 часов. При этом на тергуле образуется толстая коричневая карамелизированная корочка. Его часто едят горячим с булочками фаллю (нормандскими бриошами) и сидром.

## Происхождение
Название происходит из норманнского языка и означает «скривить рот», якобы из-за горячего блюда. Другой гипотезой может быть бретонское происхождение: от tourgouilh («молочный жир») или laezh-tourgouilhet («свернувшееся молоко перевернуло»).
То, что нетипичные для Нормандии рис и корица являются ингредиентами этого типичного нормандского десерта, объясняется тем, что они были частью трофеев, захваченных нормандскими корсарами в XVII веке на испанских галеонах, прибывавших в Нормандию из Нового Света. Или с другими товарами, прибывающими в нормандский порт Онфлёр.
Другие источники указывают на порт Кан, приписывая авторство блюда маркизу Франсуа-Жану Орсо де Фонтетту, который якобы привез груз риса из-за границы в 1757 году во время нехватки продовольствия и сообщил рецепт приготовления этой каши, неизвестной тогда в регионе.
Тергуль даже имеет своё братство Confrérie des gastronomes de Teurgoule et de Fallue de Normandie, которое базируется в Ульгате и председательствует на ежегодном кулинарном конкурсе по приготовлению тергулей. Председательствующие члены носят церемониальные одежды братства зелёного и оранжевого цвета с накидкой. Братство хранит официальный рецепт.